# Hookeriopsis bartramii
Hookeriopsis bartramii là một loài Rêu trong họ Hookeriaceae. Loài này được Sehnem mô tả khoa học đầu tiên năm 1969.